# Muslimer
Muslimer (arabiska: مسلم [ˈmʊslɪm]) är människor som följer eller utövar islam, en av de tre monoteistiska abrahamitiska religionerna. Muslimer anser att Koranen – islams heliga bok – är Guds litterära ord som uppenbarades för den islamiska profeten Muhammed. Ordet muslimer har bland annat nämnts i koranvers 2:132.
Muslimin är den arabiska pluralen av muslim som betyder "hängiven", "undergiven Guds vilja". Ordet muslimin har i svenskan tidigare ofta förvrängts till muselman. En annan äldre svensk benämning för muslim är muhammedan, som kan uppfattas missvisande då ordet har hävdats innebära att man tillber Muhammed och därför ogillas av muslimer.
År 2015 var 1,8 miljarder eller cirka 24,1 % av världens befolkning muslimer.